# Teide

Teide 3D

Pico del Teide – szczyt wulkaniczny położony na wyspie Teneryfa (Wyspy Kanaryjskie). Szczyt ten o wysokości 3718 m n.p.m. i wysokości od dna morza około 7500 metrów jest najwyższym szczytem w Hiszpanii i najwyższym szczytem na jakiejkolwiek atlantyckiej wyspie. Jest to typowy stratowulkan.
Na wysokości około 2000 m n.p.m. rozłożone są równiny zwane cañadas. Jeśli przyjąć je za podstawę szczytu, jego wysokość względna wynosi około 1500-1700 metrów. Teren ten ukształtowany jest przez działalność wulkanu – pokrywają go bazaltowe, pumeksowe i obsydianowe formacje skalne, a przez całą długość zbocza wulkanicznego stożka ciągną się zastygłe strumienie lawy. Jest to wulkan czynny.
Wulkan wraz z otoczeniem, łącznie z całą kalderą Las Cañadas jest chroniony w Parku Narodowym Teide.

## Nazwa
Nazwa wulkanu pochodzi z języka Guanczów, pierwszych mieszkańców Wysp Kanaryjskich. Tide oznaczało Piekielna Góra, w której żył demon Guayota.
Echeide lub Echeyde jest nazwą, którą ochrzcili Teide aborygeńscy Guanczowie. Według przekazów kronikarskich, Guanczowie uważali górę za miejsce zamieszkiwane przez siły zła, przede wszystkim przez złą postać Guayoty. Nawet bardziej współcześni autorzy potwierdzają, że Teide był dla dawnych mieszkańców wysp swoistego rodzaju Axis Mundi. Liczne „skrytki” odnalezione w górze, z pozostałościami archeologicznymi instrumentów litycznych i ceramicznych, zostały zinterpretowane jako rytualne schowki, mające na celu przeciwdziałanie wpływom zgubnych duchów, praktyka odnotowana również w algierskiej Kabylii. Ponadto, znaczenie i waga wulkanu znajdują odzwierciedlenie w fakcie, że nawet sama wyspa zawdzięcza swoją nazwę mieszczącemu się na niej Teide. W starożytności, Rzymianie nazywali wyspę Nivaria (z łac. nivis – śnieg), w związku ze śniegiem pokrywającym wulkan, a obecna nazwa wyspy również ma związek z wulkanem, jako że została nadana przez Benahoaritów (aborygenów z La Palmy), a jej znaczenie to „jasna góra”.

## Legendy
Teide (Echeyde) była świętą górą Guanczów i siedzibą bogów, podobnie jak Olimp dla starożytnych Greków. Według legendy demon Guayota porwał Mageca (boga światła i słońca) i uwięził go pod wulkanem, pogrążając świat w ciemności. Guanczowie błagali najwyższego boga Achamána o pomoc. Achamán zwyciężył Guayotę, zatkał nim wylot krateru i uwolnił Mageca. Od tej pory, kiedy Guayota próbował wydostać się w czasie erupcji wulkanu, Guanczowie palili wielkie ogniska, aby go przestraszyć.
Guayota zwykle występował pod postacią czarnego psa, któremu towarzyszyły inne demony.
Guanczowie wierzyli, że Teide sięga do nieba. W wielu niedostępnych miejscach znaleziono kamienne narzędzia i ceramikę. Przypuszczalnie były to dary przebłagalne dla złych duchów, które mieszkały na górze.

## Pomiar wysokości
Marynarze i podróżnicy, którzy żeglowali w pobliżu wysp między wiekiem XV a XVIII, i którzy mogli dojrzeć szczyt z odległości 40 lig morskich (1 liga równała się ok. 5555 m.), rozpowszechnili w Europie myśl, jakoby mogłaby to być najwyższa góra na świecie. W tamtych czasach ciekawość nie była wystarczającym powodem do zorganizowania kosztownej wyprawy, która wyjawiłaby jego wysokość, jednak w wieku XVIII, z powodów politycznych i kartograficznych, Francja zorganizowała kilka ekspedycji naukowych na Wyspy Kanaryjskie, które zakończyły się określeniem wysokości Teide i stworzeniem pierwszej dokładnej mapy Wysp Kanaryjskich.
Podczas podróży na Teneryfę, zakonnik i kartograf Louis Éconches Feuillée zmierzył Teide od plaży w Puerto de la Cruz jednym zaledwie trójkątem i otrzymał przez to mylną wysokość 4313 metrów. Prawdopodobnie podstawa trójkąta nie była dobrze wypoziomowana, a ponadto była zbyt mała. Sprawozdanie, które Feuillée sporządził po powrocie, nigdy nie zostało opublikowane w całości, a w roku 1746 dziennik „La Caille” opublikował skrót z podróży, dodając silną krytykę metody i danych użytych przy mierzeniu.

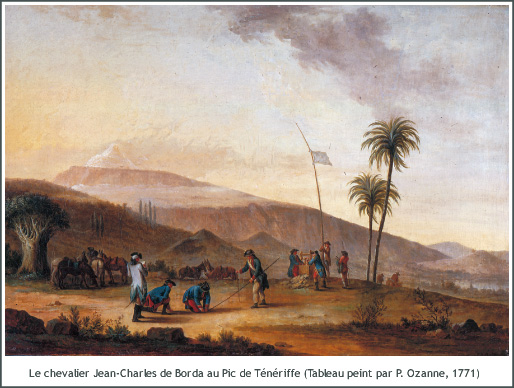
Jean Charles de Borda dokonuje pomiaru Teide. Obraz olejny Pierre’a Ozanne (1775-1776), Muzeum Borda.

Pół wieku po podróży Feuillée, Francja znów wysłała tam naukowca, Jeana Charlesa de Borda, któremu, po pierwszej nieudanej próbie w roku 1771, udało się zrealizować w końcu w roku 1776 pierwszą dokładną i wiarygodną triangulację Teide: 3713 metrów wysokości. Pomiar okazał się bardzo wiarygodny, zarówno z powodu precyzyjnych urządzeń, na podstawie których otrzymano wymiary kątów, jak i mierzenia podstawy, zrealizowanego przy pomocy łańcuchów przez dwie niezależne ekipy. Pomiary Borda i Feuillée, razem z tymi zrealizowanymi w wieku XVIII, zostały skomentowane w trzecim rozdziale „Podróży na Wyspy Kanaryjskie” autorstwa Alexandra Humboldta (1799). W jego relacji możemy dostrzec, jak trudne było zmierzenie w tamtych czasach Teide. Pod koniec XVIII wieku najbardziej precyzyjną metodą zmierzenia góry była triangulacja terenowa. Kiedy Humboldt studiował pomiary Teide zrealizowane na przestrzeni wieku XVIII, nie zawahał się stwierdzić, iż: „Dzięki Borda poznaliśmy prawdziwą wysokość wulkanu na Teneryfie”.
Ostatnie pomiary zrealizowane pod koniec wieku XX pokazały, że Teide niedawno urósł o kilka metrów. W latach 70. szacowano, że rzeczywista wysokość Teide wynosiła 3715 metrów nad poziomem morza, jednak według danych ujawnionych w ostatnich czasach przez Narodowy Instytut Geograficzny, Teide ma obecnie 3718 metrów wysokości nad poziomem morza i 7500 powyżej poziomu dna oceanicznego. Z tego powodu Teide nie tylko jest najwyższym wzniesieniem terytorium hiszpańskiego i jakiegokolwiek terytorium wyspiarskiego Oceanu Atlantyckiego, ale także jest trzecim pod względem wysokości wulkanem świata, jeśli mierzymy go od podstawy, zlokalizowanej w głębinach dna oceanicznego. W tej kategorii wyprzedzają go wulkany znajdujące się na Hawajach: Mauna Kea (10203 metry powyżej poziomu dna oceanicznego) oraz Mauna Loa (ponad 9000 metrów powyżej dna morskiego). Teneryfa jest jedną z najwyższych wysp świata, a dokładniej jest dziesiątą pod względem wysokości wyspą na świecie.

## Rozwój rzeźby

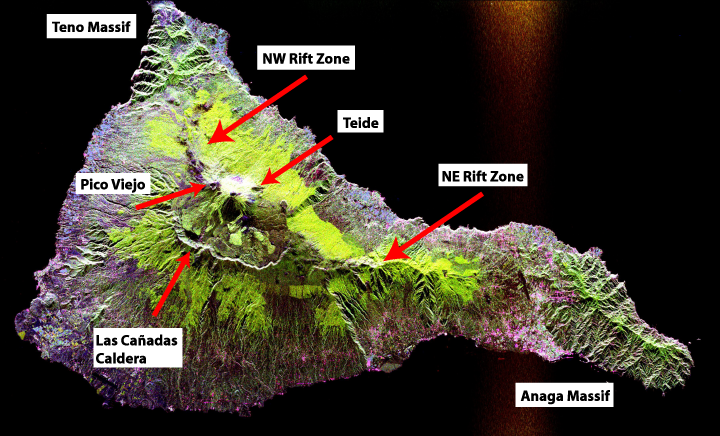
Mapa satelitarna Teneryfy z zaznaczonymi poszczególnymi masywami wulkanicznymi

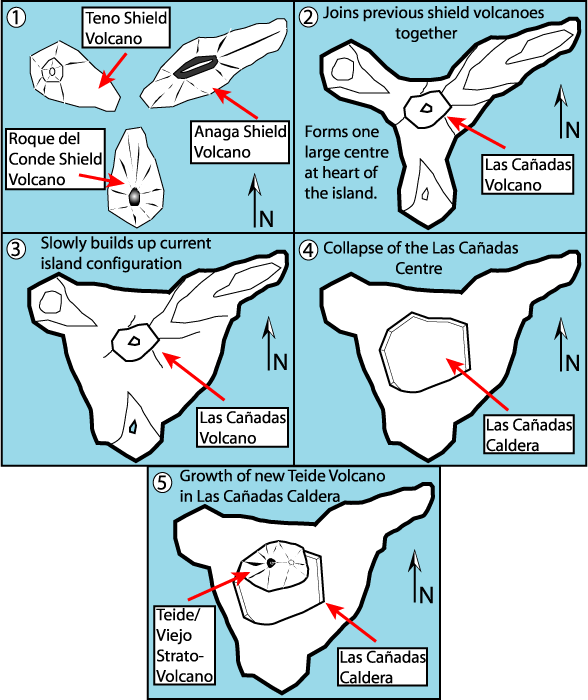
Kolejne etapy rozwoju kaldery Las Cañadas i wulkanu Teide

Pierwsze wulkany w rejonie Teide, podobnie jak na pozostałych wyspach archipelagu, powstały w stosunkowo krótkim czasie, w miocenie i wczesnym pliocenie. Ich pozostałości, to trzy silnie zdenudowane masywy: Macizo de Anaga (na północnym wschodzie), Teno (na północnym zachodzie) i Roque del Conde (na południu). Każdy ze stożków wulkanicznych powstał w czasie poniżej 3 mln lat, natomiast cała formacja w ciągu około 8 mln lat.
Kolejno następowały wybuchy wulkanów oraz erozja zdeponowanych utworów.
Po pewnym czasie aktywność wulkaniczna zaczęła się koncentrować w dwóch miejscach: wulkanie Las Cañadas i masywie Anaga. Wulkan Las Cañadas w czasie miocenu osiągnął średnicę 40 km i wysokość około 4500 m.
Około 160-200 tys. lat temu wulkan Las Cañadas zapadł się i powstała wielka kaldera.
Działalność wulkaniczna trwała dalej. Około 150 tys. lat temu kolejny kolaps doprowadził do powstania dzisiejszej kaldery Las Cañadas. Jej rozciągłość wschód-zachód wynosi 16 km, a północ-południe – 9 km. Wysokość ścian kaldery dochodzi do ponad 2000 m n.p.m. Szczyt Teide o wysokości 3718 m n.p.m. wraz z bliźniaczym szczytem Pico Viejo (3134 m n.p.m.) powstały w wyniku późniejszych erupcji w północnej części kaldery.

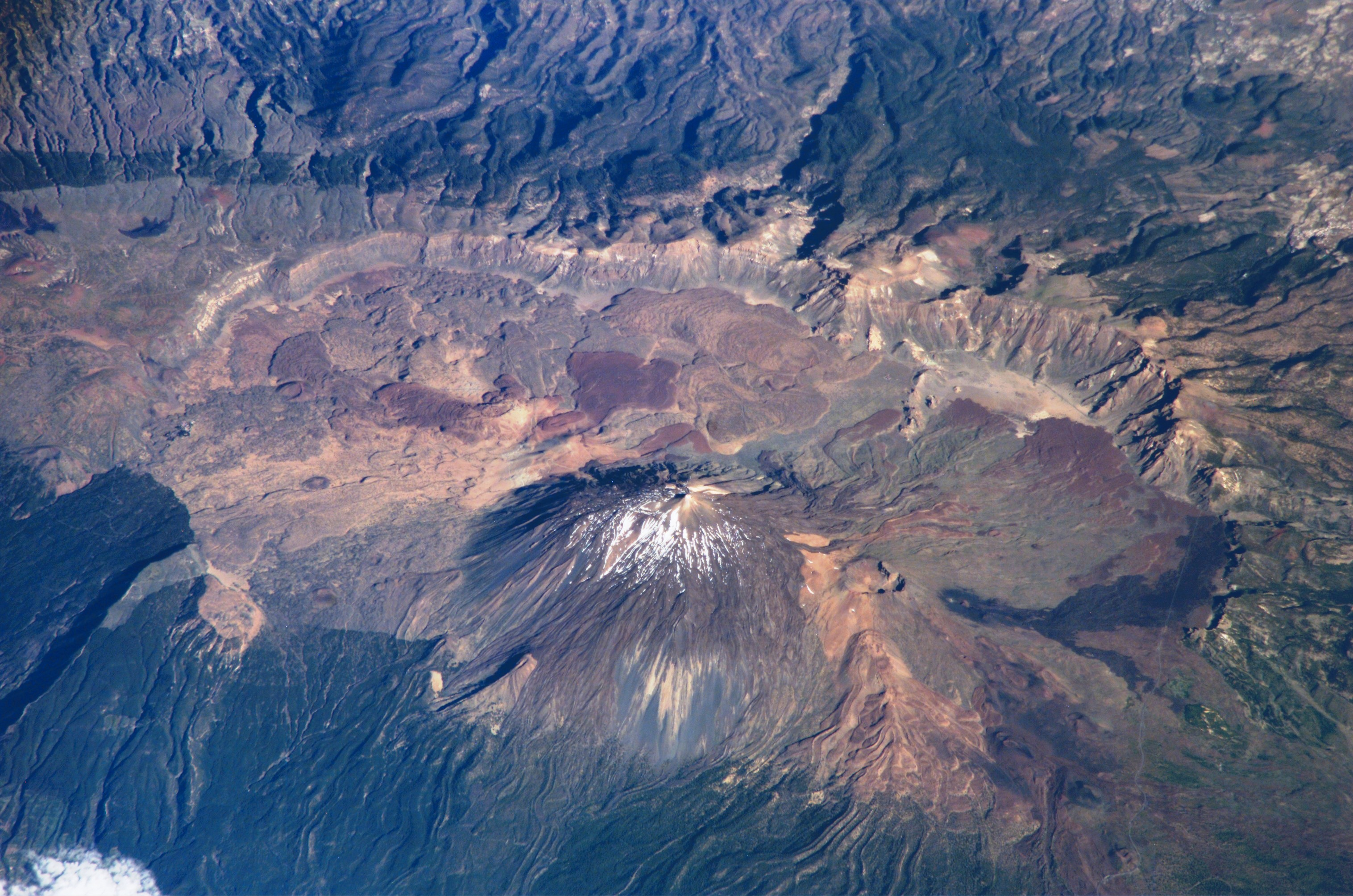
Kaldera Cañadas i wulkan Teide

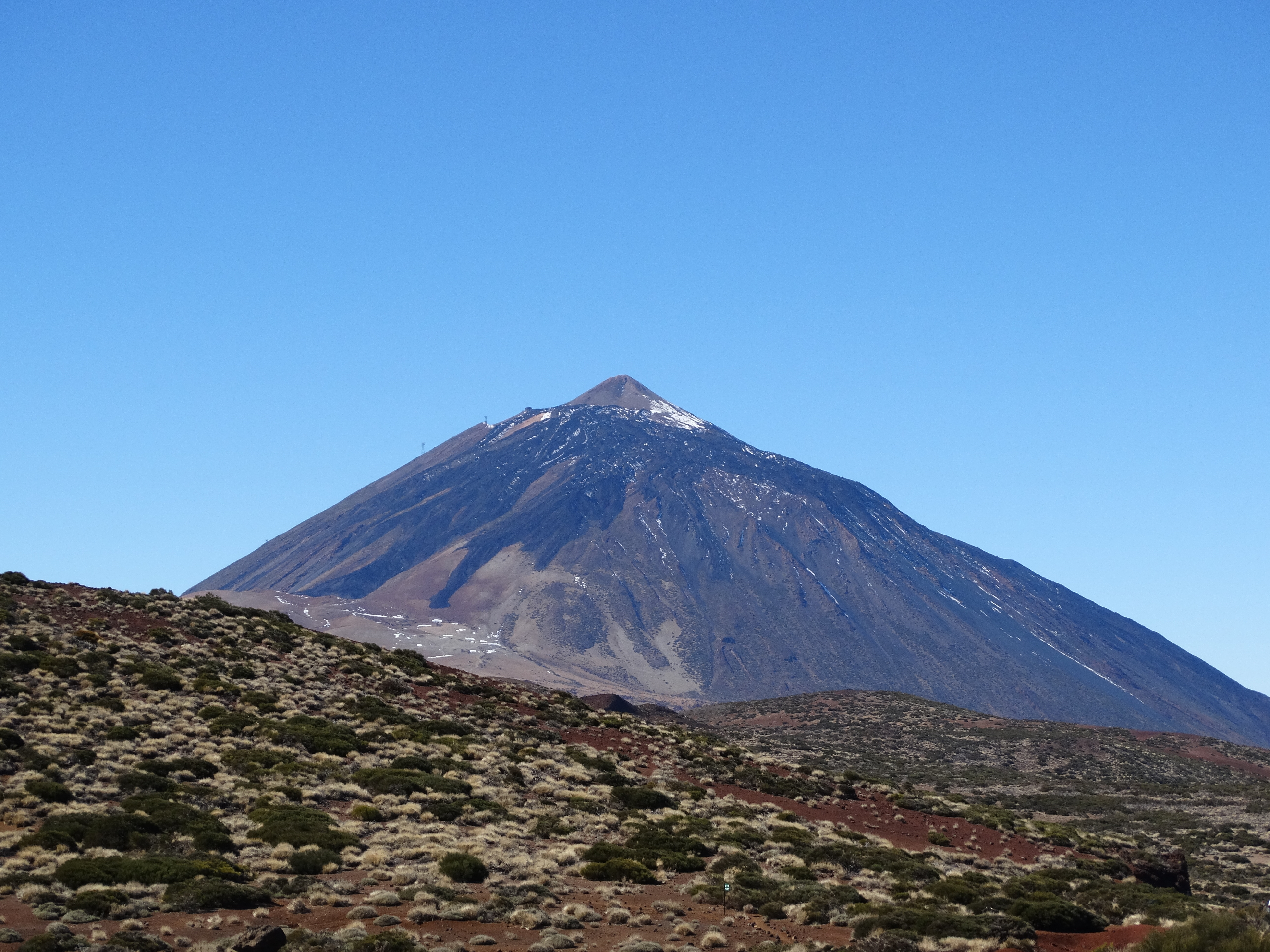
Fotografia z roku 2017

## Historyczne erupcje
Obecnie Teide jest wciąż uważany za czynny wulkan. Ważniejsze erupcje następowały w latach 1704, 1705, 1706 i 1798 i 1909. W ich wyniku zostały zniszczone miejscowość i port Garachico.

## Flora
Na terenie parku narodowego występuje dobrze wykształcony piętrowy układ roślinności. Do wysokości około 800 m dominuje roślinność półpustynna, Wyżej do 2000 m występują lasy sosnowe, powyżej których występują zbiorowiska trawiaste i roślinność wysokogórska. Na całym obszarze spotyka się wiele endemitów, między innymi pewne gatunki fiołków i traw.

## Fauna
Na terenie parku występują liczne gatunki endemiczne, m.in. miejscowe gatunki jaszczurek i dzierzb.

## Ochrona przyrody
Stożek wulkanu wraz z ogromną kalderą o średnicy do 15 km i obwodzie około 40 km oraz otaczającą je równiną, objęty jest od 1954 roku ochroną w ramach Parku Narodowego Teide (hiszp. Parque Nacional del Teide). Park zajmuje 18 900 ha powierzchni, co czyni go piątym co do wielkości parkiem narodowym w Hiszpanii.
W 2007 roku park wpisano na listę światowego dziedzictwa UNESCO.

## Turystyka
Do Parku Narodowego Teide można dojechać drogą publiczną z północy i południa. Raz dziennie kursują także publiczne autobusy, które dowożą turystów z południa wyspy (linia 324 z Costa Adeje), a także z północy (linia 348 z Puerto de La Cruz). Kolej linowa Teleférico del Teide ma swój początek na wysokości 2356 m, a stacja końcowa znajduje się na wysokości 3555 m. Aby chronić otoczenie, a także ze względów bezpieczeństwa, dostęp do tego szlaku na sam szczyt wulkanu jest udzielany maksymalnie 200 osobom dziennie. Część z dziennej puli 200 zezwoleń online, których udziela Park Narodowy, trafia do oficjalnych przewodników po Parku Narodowym. Technicznie wejście na szczyt jest bardzo łatwe. Całkowity dystans, który trzeba przejść od początku szlaku Montaña Blanca do samego szczytu to 8,31 km z przewyższeniami sięgającymi 1 188 m. Wejście na sam szczyt zajmuje około 5.5 godziny. Na terenie parku znajduje się hotel, natomiast schronisko Altavista na zboczu Teide zostało zamknięte podczas pandemii koronawirusa